# Paradrina hypostigma
Paradrina hypostigma là một loài bướm đêm trong họ Noctuidae.